# Xiphydria betulae
Xiphydria betulae är en stekelart som först beskrevs av Eduard Enslin 1911.  Xiphydria betulae ingår i släktet Xiphydria, och familjen halssteklar. Arten har ej påträffats i Sverige.